# Карвон
Харчові ароматизатори, засоби ароматерапії.
Природна речовина сімейства терпеноїдів, в деяких ефірних оліях міститься багато карвону (в олії кропу — біля 40 %). Існує в двох ізомерних формах, енантіомери мають різний запах. S(+)-карвон визначає запах насіння кмину (50-60 % їх вмісту) і укропу (20-30 %), в невеликій концентрації присутній в цедрі мандарина і апельсина. Його дзеркальний ізомер R(-)-карвон визначає запах колосової кучерявої м'яти (70 % в ефірній олії). Деякі ефірні олії, наприклад, імбирна, містять суміш енантіомерів.— [джерело?]
Ефірні олії з вмістом карвону широко використовуються в харчовій промисловості (ароматизатори), входять до складу освіжувачів повітря, застосовуються в ароматерапії.

## Хімічна формула
{\displaystyle {\ce {C10H14O}}}

## Фізичні властивості
Молярна маса — 150,21 г/моль
Густота — 0,9645-0,9652 г/см³

## Інформація щодо досліджень на тваринах
Вторинне джерело описало результати репродуктивного тестування d-карвону у самців і самок щурів дозами до 30 мг/кг/день протягом 10 тижнів перед паруванням, протягом вагітності і до відлучення від матері. Не виявлено несприятливого впливу на фертильність, виживання плодів/новонароджених чи вагу при відлученні. [Архівовано 11 травня 2022 у Wayback Machine.]